# Sompolno (gmina)
Sompolno est une gmina mixte du powiat de Konin, Grande-Pologne, dans le centre-ouest de la Pologne. Son siège est la ville de Sompolno, qui se situe environ 27 km au nord-est de Konin et 108 km à l'est de la capitale régionale Poznań.
La gmina couvre une superficie de 137,36 km2 pour une population de 10 400 habitants en 2016.

## Géographie
| - Plan de la gmina. - Position de la gmina sur la carte du powiat. |

Outre la ville de Sompolno, la gmina inclut les villages et les localités de :
- Belny
- Biele
- Dąbrowa
- Grądy
- Janowice
- Jesionka
- Kazubek
- Kolonia Lipiny
- Koszary
- Łagiewniki
- Lubstów
- Lubstówek
- Marcinkowo
- Marcjanki
- Marianowo
- Mąkolno
- Młynek
- Mostki
- Nowa Wieś
- Ostrówek
- Ośno Górne
- Police
- Przystronie
- Racięcice
- Romanowo
- Siedliska
- Sompolinek
- Stefanowo
- Sycewo
- Wierzbie
- Wymysłowo
- Zakrzewek

### Gminy voisines
La gmina de Sompolno est bordée des gminy de :
- Babiak
- Kramsk
- Osiek Mały
- Ślesin
- Wierzbinek

## Structure du terrain
D'après les données de 2002 la superficie de la commune de Sompolno est de 137,36 km2, répartis comme tel :
- terres agricoles : 72 %
- forêts : 11 %

La commune représente 8,7 % de la superficie du powiat.

## Démographie
Données de 2011 :
| Description        | Total  | Total | Femmes | Femmes | Hommes | Hommes |
| ------------------ | ------ | ----- | ------ | ------ | ------ | ------ |
| Unité              | Nombre | %     | Nombre | %      | Nombre | %      |
| population         | 10 556 | 100   | 5 325  | 50,4   | 5 231  | 49,6   |
| Densité (hab./km²) | 76,8   | 76,8  | 38,8   | 38,8   | 38     | 38     |